# Neuhausen ob Eck

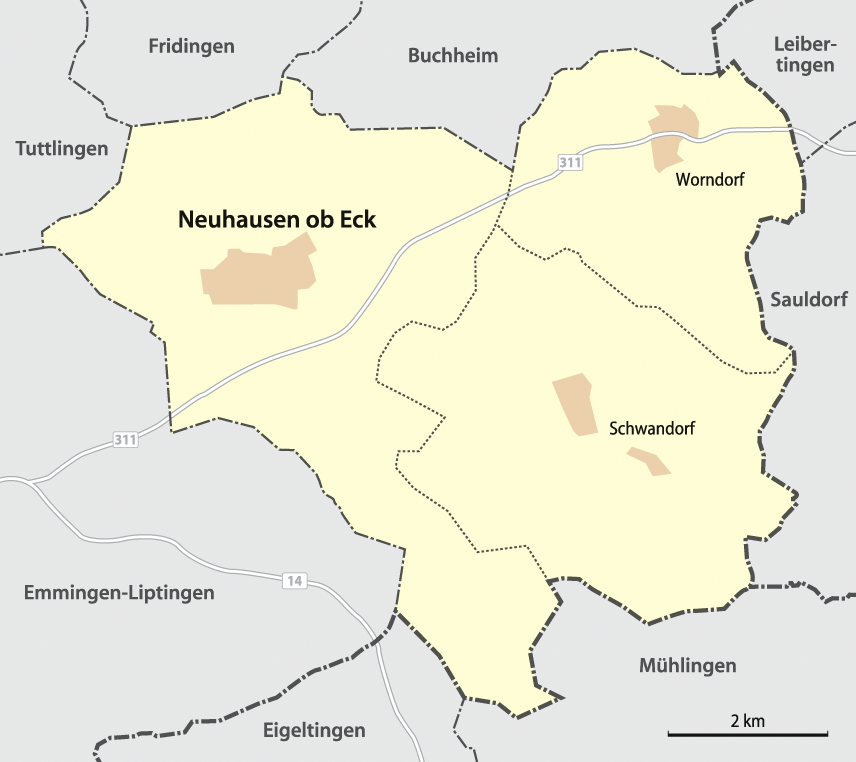
Gemeindegliederung und Nachbargemeinden

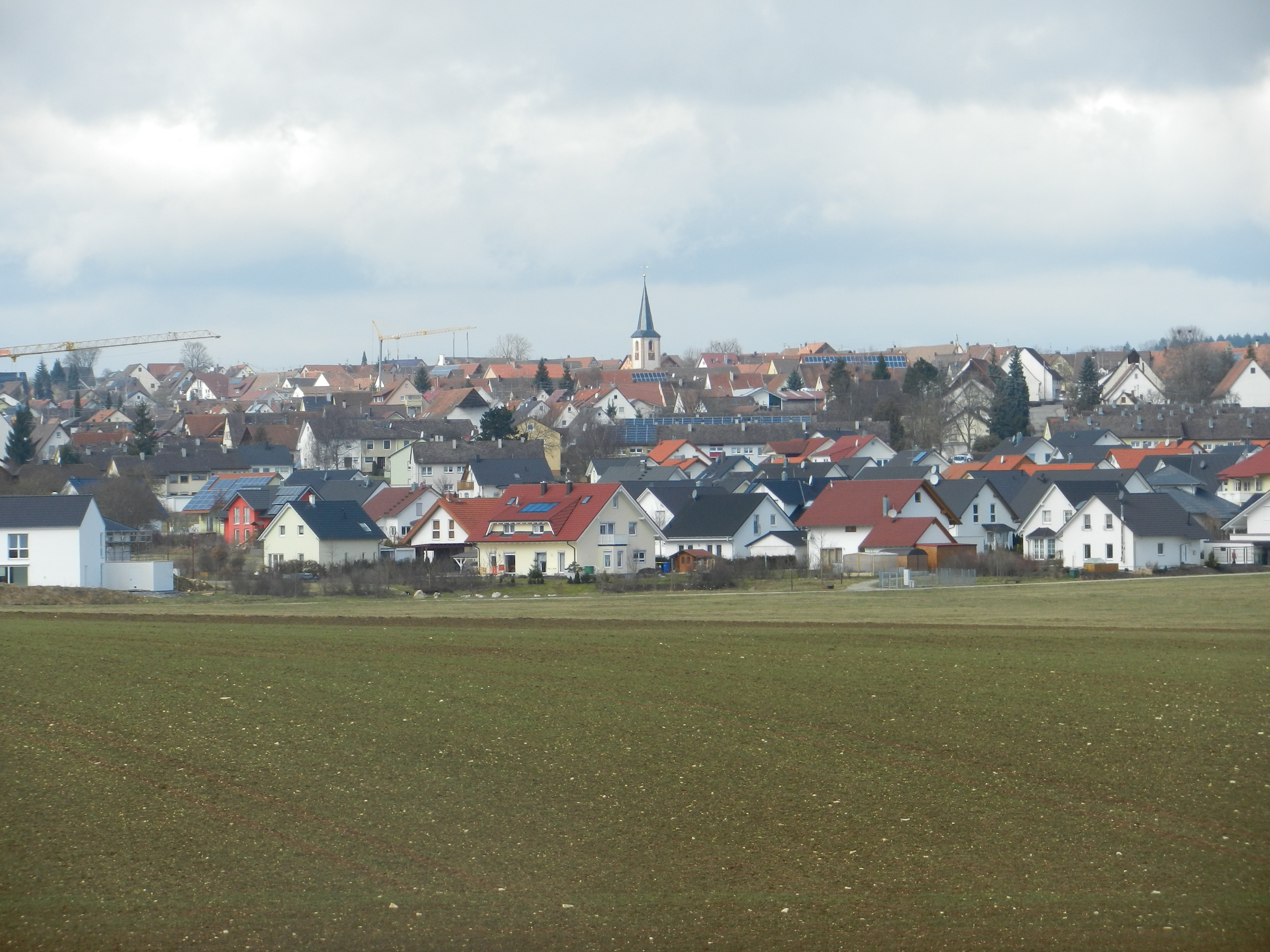
Neuhausen ob Eck, Südansicht

Neuhausen ob Eck ist eine Gemeinde im baden-württembergischen Landkreis Tuttlingen in Deutschland.

## Geographie

### Geographische Lage
Neuhausen ob Eck liegt auf dem Höhenzug der Hegaualb, der südlichen Abdachung der Schwäbischen Alb, zwischen Donautal und Hegau, rund zehn Kilometer östlich der Kreisstadt Tuttlingen, mit der die Gemeinde eine Vereinbarte Verwaltungsgemeinschaft bildet. Die Hochfläche wird Die Eck, Ecke oder Egg genannt.

### Nachbargemeinden
Die Gemeinde grenzt im Norden an Fridingen an der Donau und Buchheim, im Osten an Leibertingen und Sauldorf im Landkreis Sigmaringen, im Süden an Mühlingen und Eigeltingen im Landkreis Konstanz sowie im Westen an Emmingen-Liptingen und Tuttlingen.

### Gemeindegliederung
Zur Gemeinde Neuhausen ob Eck mit den früher selbstständigen Gemeinden Schwandorf und Worndorf gehören insgesamt 15 Dörfer, Weiler, Höfe und Häuser. Zur Gemeinde Neuhausen ob Eck in den Grenzen vom 31. Dezember 1972 gehören das Dorf Neuhausen ob Eck und der Weiler Breitenfeld. Zur ehemaligen Gemeinde Schwandorf gehören die Dörfer Holzach, Oberschwandorf, Unterschwandorf und Volkertsweiler und die Höfe Göningerhöfe, Hattelmühle und Ilgental. Zur ehemaligen Gemeinde Worndorf gehören das Dorf Worndorf, die Weiler Danningen und Tannenbrunn, die Höfe Rößlerhof und Streckerhöfe und das Haus Wasenhof.
In der Gemeinde Neuhausen ob Eck im Gebietsstand vom 31. Dezember 1972 liegen die abgegangenen Ortschaften Oedenstetten, Tanningen, das möglicherweise nur ein abgetrennter Flurteil des Weilers Danningen (Tanningen) war, sowie die abgegangene Burg Westätten. Im Gebiet der ehemaligen Gemeinde Schwandorf liegt die Wüstung Schützenhofen.

### Schutzgebiete
In Neuhausen ob Eck liegt der größte Teil des Naturschutzgebiets Feuchtwiesen Schwandorf. Zudem hat die Gemeinde kleine Anteile an den FFH-Gebieten Großer Heuberg und Donautal und Hegaualb. Darüber hinaus gehört Neuhausen ob Eck zum Naturpark Obere Donau.

## Geschichte

### Überblick
Erste Siedlungsfunde stammen aus der ausgehenden Hallstattzeit (700 bis 450 vor Christus) in Form von 21 Grabhügeln im Gewann Hatzgerwiesen zwischen Neuhausen ob Eck und Worndorf.
Eine erste urkundliche Erwähnung findet sich im Jahre 1095 in einer Urkunde, in der Papst Urban II. bestätigt, dass Graf Eberhard VI. von Nellenburg und dessen Sohn Burkhard dem Kloster Allerheiligen in Schaffhausen verschiedene Besitztümer aus dem Gebiet der villa Nuwenhusin vermachen.
1465 hatte Graf Johann zu Nellenburg die Landgrafschaft Nellenburg (welche das Gebiet um Neuhausen umfasste) für 37.905 Gulden an Herzog Siegmund von Österreich verkauft, wodurch das Gebiet rings um Neuhausen an Vorderösterreich fiel. Graf Eberhard der Ältere von Württemberg wiederum kaufte seinem Vetter, Graf Eberhard dem Jüngeren die eigentliche Ortschaft Neuhausen schließlich vor 1481 für 1.690 Gulden ab, womit das Dorf an Württemberg fiel. Damit begann ein Jahrhunderte währender Streit zwischen den Habsburgern und Württemberg um die Besitz- und Herrschaftsrechte am Dorf. Der Vogt in Stockach forderte für Österreich die Gerichtshoheit, weil Neuhausen im Wald von Nellenburg lag.
Um die Besitzverhältnisse völlig zu verwirren, war gleichzeitig das Kloster Allerheiligen der größte Grundbesitzer der Gegend und Kirchenherr. Über Jahrhunderte hinweg lebten die Neuhausener somit als „Diener dreier Herren“. Der Streit wurde erst 1750 mit der Teilung des Dorfes beigelegt. Österreich und Württemberg vereinbarten, dass die Zollstätte jeweils zur Hälfte österreichisch und württembergisch sein sollte.
Am 4. Dezember 1632, während des Dreißigjährigen Kriegs, wurde Neuhausen von Überlingern überfallen. Dabei wurden viele Einwohner getötet und der Ort zu großen Teilen niedergebrannt. 1792 kam es abermals zu einem Großbrand, dem fast alle Gebäude zum Opfer fielen.
1806 wurde Neuhausen ob Eck durch Napoleon dem Königreich Württemberg und gemäß der Verwaltungsgliederung dem Oberamt Tuttlingen zugeordnet.
Die Verwaltungsreform während der NS-Zeit in Württemberg führte 1938 zur Zugehörigkeit zum Landkreis Tuttlingen.

#### Garnison
1938 wurde in Neuhausen ein Heeresflugplatz (EDPH, heute EDSN) (Flugplatz Neuhausen ob Eck) eingerichtet, dieser bestand bis 1994, danach wurde die Garnison aufgelöst.
Nach dem Krieg war unter anderem von 1973 an das Fernspähausbildungszentrum 900 in Neuhausen beheimatet. 1979 wurde es in Internationale Fernspähschule umbenannt und 1980 nach Weingarten verlegt. Die ebenfalls hier stationierte Fernspähkompanie 300 wurde 1996 außer Dienst gestellt.
Zuletzt waren in der Ludwig-Erhard-Kaserne das Heeresfliegerregiment 20 sowie die zur 10. Panzerdivision gehörende Heeresfliegerstaffel 10 mit Hubschraubern vom Typ Bell UH-1D und BO105 und die Feldjägerausbildungskompanie 750 stationiert.
Seit 2015 werden die Häuser 9 und 10 als Unterkunft für Geflüchtete verwendet, zeitweise auch das Haus 12, so dass bis zu 320 geflüchtete Menschen untergebracht werden konnten.

### Geschichte der Ortsteile
Der Ortsteil Schwandorf wurde 1145 erstmals erwähnt, das zu Schwandorf gehörende Holzach bereits im Jahre 785. Auch dieses Dorf gehörte zu Nellenburg, kam 1805 zu Württemberg und wurde 1810 badisch. Auf der Gemarkung liegen die Burgreste Schwandorf.
Der Ortsteil Worndorf wurde 993 erstmals urkundlich erwähnt. Es war Teil einer eigenen Herrschaft, die 1806 zum Großherzogtum Baden kam.
Im Zuge der baden-württembergischen Gebietsreform wurden am 1. Januar 1973 die bis dahin selbständigen ehemals badischen Gemeinden Schwandorf und Worndorf dem ehemals württembergischen Neuhausen ob Eck zugeschlagen.

### Grenzsteine
Aufgrund seiner Lage, Neuhausen ragte wie ein Keil zwischen das reichsritterschaftliche (Worndorf) und badische (Schwandorf) Gebiet, war es von Landesgrenzsteinen zu diesen Gebieten markiert. Im Bereich des südöstlich der Neuhauser Ortsmitte gelegenen „Lehrwaldes“ sind noch einige dieser alten Marksteine zu sehen.
In die Oberseiten der Steine wurden jeweils eine Rille, die den Grenzverlauf anzeigt, eingemeißelt. An den Seitenflächen sind die Wappenschilder des Königreichs Württemberg (KW) und des Großherzogtums Baden (GB) zu sehen. Die beiden anderen Seiten tragen das Aufstellungsjahr und die Nummer des jeweiligen Steins.

#### Napoleonisches Dreieck

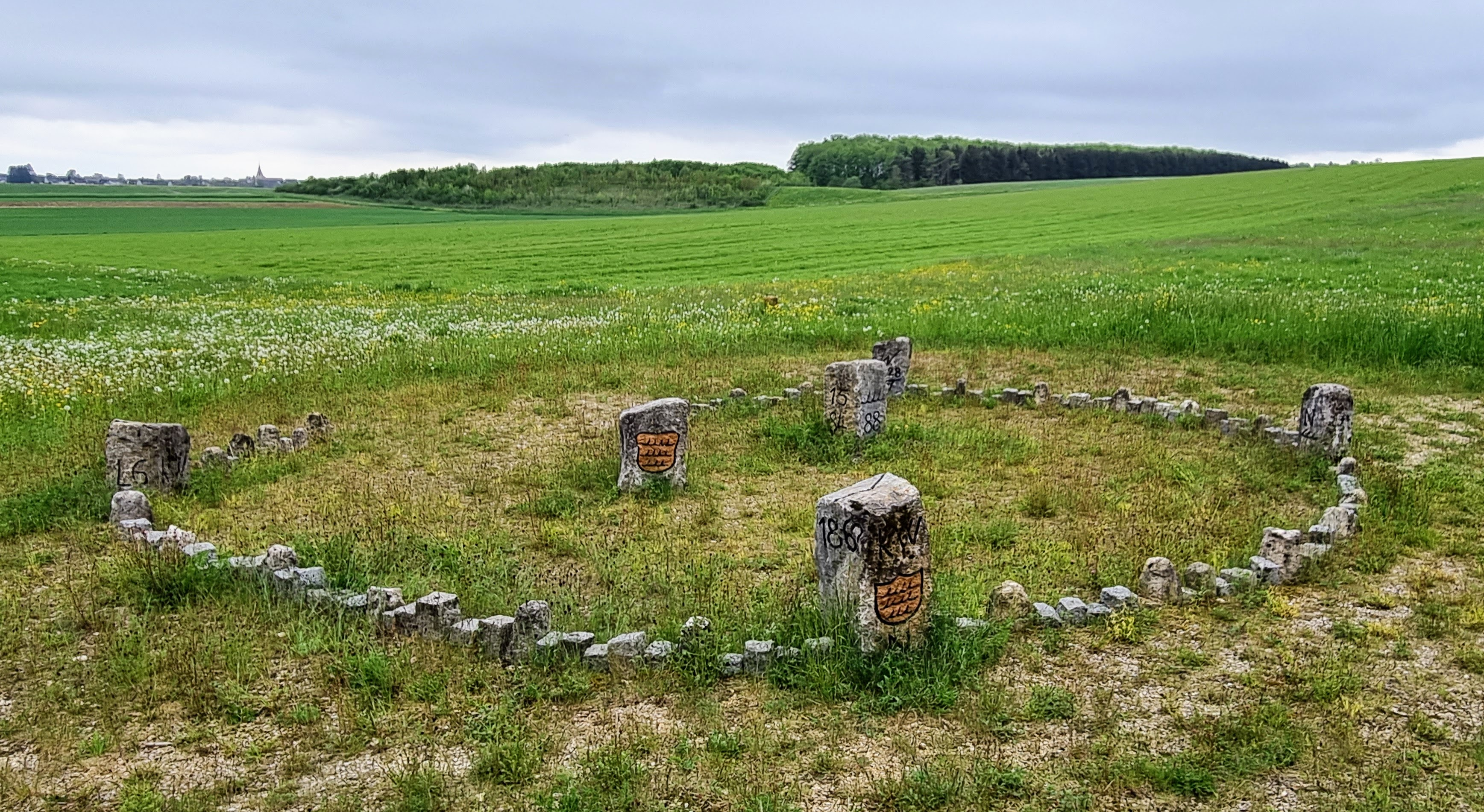
Grenzsteine am „Napoleonischen Dreieck“

Am Friedhag, etwa zwei Kilometer südwestlich der Neuhauser Ortsmitte, befindet sich das sogenannte „Napoleonische Dreieck“ (). Hier sind an der Grenze zu Liptingen mehrere sowohl neue als auch alte Grenzsteine aus der Zeit von 1584 bis 1894 aufgestellt. Zum Teil sind sie Zeugen der napoleonischen territorialen Flurbereinigung zu Anfang des 19. Jahrhunderts. Sie brachte damals gänzlich neue politische Verhältnisse, so wurden auf dem Gebiet des heutigen Baden-Württembergs aus rund 600 kleinstaatlichen Gebilden vier Flächenstaaten gegründet: das Großherzogtum Baden, das Königreich Württemberg sowie die Fürstentümer Hohenzollern-Sigmaringen und Hohenzollern-Hechingen. Auf einer Informationstafel werden die Herkunft der Grenzsteine sowie die mit ihnen verbundene Geschichte erläutert.

### Nachkriegsgrenzen
Das Gebiet fiel nach dem Zweiten Weltkrieg in die Französische Besatzungszone. Die zum badischen Landkreis Stockach gehörenden Orte Schwandorf und Worndorf waren bis 1952 Bestandteile des Landes Südbaden, wohingegen Neuhausen ob Eck bis 1952 zum Land Württemberg-Hohenzollern gehörte. Mit der Gründung des neuen Bundeslandes Baden-Württemberg befanden sich Schwandorf und Worndorf mit dem Landkreis Stockach von 1952 bis 1972 im Regierungsbezirk Südbaden und davon verwaltungsmäßig weiterhin getrennt Neuhausen ob Eck mit dem Landkreis Tuttlingen für denselben Zeitraum im Regierungsbezirk Südwürttemberg-Hohenzollern. Erst mit der am 1. Januar 1973 erfolgten Eingemeindung der Orte Schwandorf und Worndorf wurden auch diese Teile des Landkreises Tuttlingen, der auf Grund der Kreisreform von 1973 nun zum neuen Regierungsbezirk Freiburg gehört.

## Politik

### Gemeinderat
In Neuhausen ob Eck wird der Gemeinderat nach dem Verfahren der unechten Teilortswahl gewählt. Dabei kann sich die Zahl der Gemeinderäte durch Überhangmandate verändern. Der Gemeinderat besteht aus den gewählten 12 ehrenamtlichen Gemeinderäten und der Bürgermeisterin als Vorsitzende. Die Bürgermeisterin ist im Gemeinderat stimmberechtigt. 
Die Sitzverteilung gemäß der unechten Teilortswahl stellt sich wie folgt dar:
- Wohnbezirk Neuhausen ob Eck: 9 Sitze
- Wohnbezirk Schwandorf: 3 Sitze
- Wohnbezirk Worndorf: 2 Sitze

Zudem sind in den Ortsteilen Schwandorf und Worndorf jeweils ein Ortschaftsrat und ein Ortsvorsteher eingerichtet. Die Kommunalwahl am 9. Juni 2024 führte zu folgendem Endergebnis. Die Wahlbeteiligung betrug 60,12 %.
| Liste / Partei           | Stimmen | Sitze |
| Freie Wählergemeinschaft | 56,91 % | 8     |
| Gemeinsam Weiter Blicken | 43,09 % | 6     |

### Bürgermeister
2020 wurde Marina Jung zur Bürgermeisterin gewählt und löste Hans-Jürgen Osswald in seinem Amt ab, das dieser 16 Jahre lang innehatte.
- bis 1972: Hugo Dieter
- 1972–2004: Walter Renner
- 2004–2020: Hans-Jürgen Osswald
- seit 2020: Marina Jung

### Wappen
| | Blasonierung: „Unter goldenem Schildhaupt, darin eine schwarze Hirschstange, in Rot ein goldenes (gelbes) Haus.“ |
| Wappenbegründung: Schon vor der Verleihung des Gemeindewappens und der Flagge durch das Innenministerium am 10. Juni 1968 führte Neuhausen ob Eck im Dienstsiegel ein Haus zwischen zwei Bäumen. Das Haus steht „redend“ für den Ortsnamen, während das goldene Schildhaupt mit der schwarzen Hirschstange auf Württemberg hinweist. Neuhausen, zur Landgrafschaft Nellenburg gehörig, kam vor 1481 an Württemberg und war der südlichste altwürttembergische Ort inmitten nichtwürttembergischen Gebiets, wobei Österreich bis 1805 einen Teil der ortsherrlichen Rechte beanspruchte. | |

Wappen der Ortsteile

Schwandorf
Worndorf

## Kultur und Sehenswürdigkeiten
Die Kommune ist dem Tourismusverband „Donaubergland“ angeschlossen.

### Museen

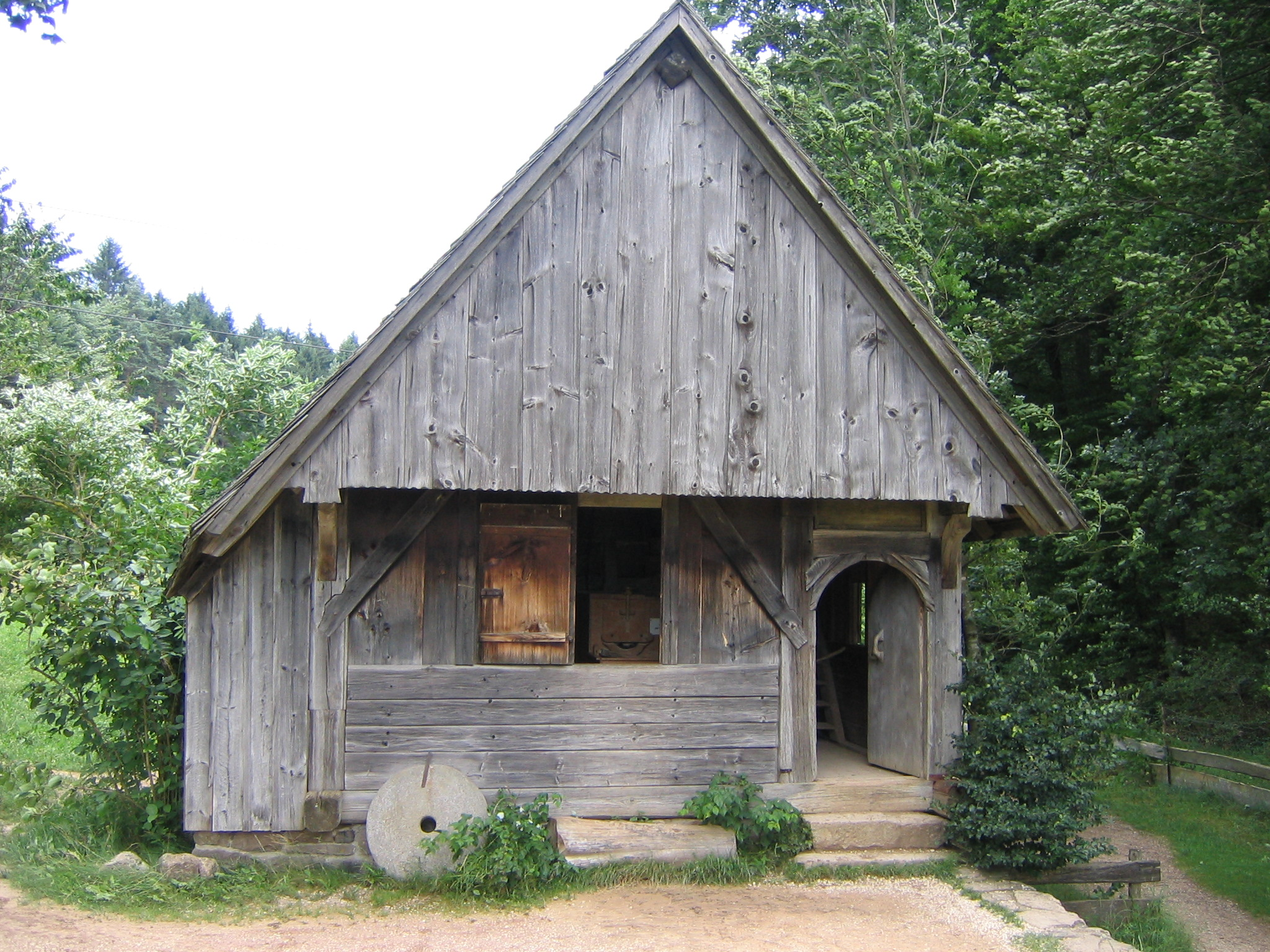
Hausmühle im Freilichtmuseum Neuhausen ob Eck (erbaut 1767 im Harzlochtal)

- Nordöstlich von Neuhausen befindet sich das Freilichtmuseum Neuhausen ob Eck mit 25 historischen Gebäuden, die aus verschiedenen Gegenden im südwestlichen Baden-Württemberg hierher versetzt wurden. Häuser, Bauerngärten, Tiere und handwerkliche Vorführungen geben Auskunft über Leben und Alltag in der Region.[11]

### Bauwerke

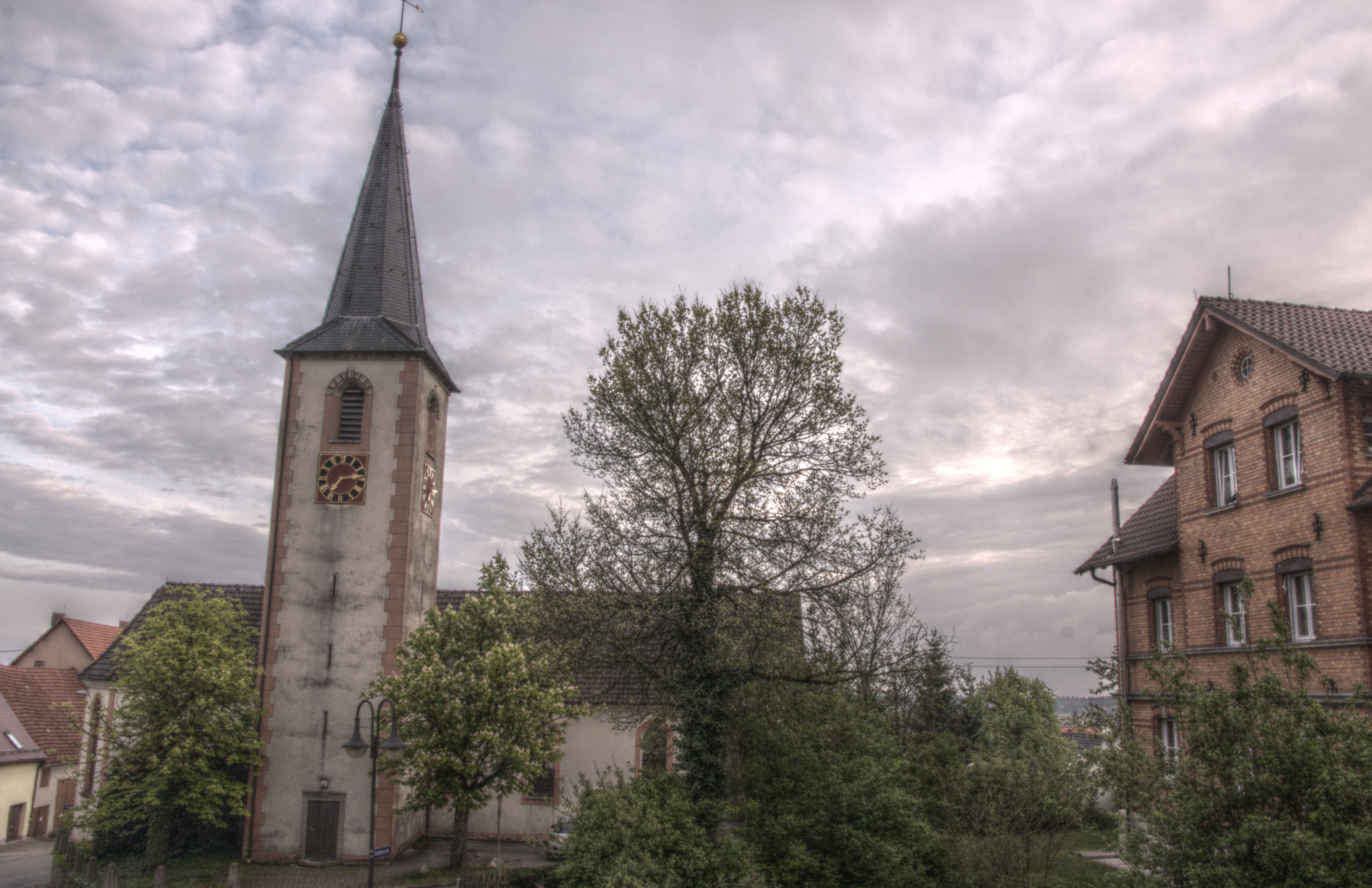
Gervasiuskirche

- Die evangelische Gervasiuskirche wurde 1551/1552 erbaut.
- Die katholische St.-Michaels-Kirche in Neuhausen ist ein Gotteshaus aus dem Jahr 1969. Im April 2009 beschloss der Gemeinderat eine Renovation mit einem Kostenaufwand von 86.000 Euro. Dazu kommen noch weiter 30.000 Euro für den Kauf einer neuen Orgel.[12]
- Im Ortsteil Worndorf befindet sich die römisch-katholische Pfarrkirche St. Mauritius. Die Barockkirche wurde 1740 erbaut und dem Heiligen Mauritius geweiht. 1988 wurde sie unter der Verantwortung des erzbischöflichen Bauamts Konstanz renoviert. Jedoch musste sie 2008 aufgrund fehlender Sorgfalt der damaligen Fachleute abermals renoviert und konserviert werden. Die 15 mal 10 Meter große Stuckdecke im Kirchenschiff zeigt das Martyrium des Kirchenheiligen. Sie hat einen Kälberhaarhintergrund aus der Barockzeit. Diese war in den 1920er Jahren unfachmännisch mit in Kalkmörtel liegenden Weidenruten und Holzlatten ausgebessert worden. An den Kirchenfenstern befinden sich ebenfalls Stuckornamente.[13]
- Etwa zweieinhalb Kilometer östlich der Ortsmitte () befindet sich eine um 1704 angelegte Befestigung aus der Zeit des Spanischen Erbfolgekriegs, die die Form eines meist mannstiefen Schützengrabens aufweist.[14]

### Sport
Der Skilift Lange Halde in Neuhausen ob Eck verfügt über eine 350 Meter lange präparierte Piste, einen Schlepplift, einer Half-Pipe und Rodelbahn. Eine Flutlichtanlage erlaubt auch abends Wintersport. Seit dem Winter 2010/11 gibt es dort die „Piratenwelt“, ein Skikindergarten auf einem kindgerechten Skihang etwas abseits der Piste mit einem aufgebauten Piratenschiff.

### Regelmäßige Veranstaltungen
- Während der Fasnachtszeit werden die Neuhausener mit „Krawataner“ geneckt. Der makabere Hintergrund ist, dass dort einmal arme Kleinhäusler durch Erhängen mit Hilfe der Sonntagskrawatte aus dem Leben geschieden seien.[16]
- Das überregional bekannte dreitägige Southside-Festival findet seit 2000 jährlich auf dem ehemaligen Heeresflugplatz bei Neuhausen statt. Seit 2004 sind die Eintrittskarten regelmäßig schon frühzeitig ausverkauft und seit 2008 können regelmäßig rund 50.000 Festivalbesucher verzeichnet werden. Ab dem Jahr 2013 wurde die mögliche Besucherzahl auf 60.000 erhöht. Aufgrund der Corona-Pandemie fand das Festival aber 2020 und 2021 nicht statt.

## Wirtschaft und Infrastruktur

### Wirtschaft
Unweit westlich von Neuhausen liegt der Flugplatz Neuhausen ob Eck (ICAO: bis 1994 EDPH, heute EDSN). Er wurde 1936 als Militärflugplatz in Betrieb genommen, bis 1994 als Militär- und Flugplatzgelände der Heeresflieger genutzt und 1997 zum zivilen „Sonderlandeplatz Neuhausen ob Eck“ umgewidmet. Heute befindet sich auf einem Teil des Geländes der „take-off GewerbePark“.
Neben dem take-off Gewerbepark gibt es in Neuhausen noch das Gewerbegebiet Filz.

### Verkehr
Die Bundesstraße 311 von Ulm nach Geisingen wird seit 2011 als Umgehungsstraße südlich um Neuhausen geführt. Bis dahin war die enge Neuhausener Ortsdurchfahrt ein Nadelöhr.
Neuhausen ist im öffentlichen Personennahverkehr durch den Verkehrsverbund Schwarzwald-Baar-Heuberg mit den Buslinien 340 (Tuttlingen-Neuhausen) und 330 (Fridingen-Neuhausen) erschlossen. Ferner sind die Neuhausener Ortsteile durch die Linie 345 untereinander angebunden.
Eine Alltagsroute aus dem Radnetz Baden-Württemberg führt durch das südliche Gemeindegebiet und verbindet die Gemeinde an Liptingen und Emmingen vorbei mit Tuttlingen und in der anderen Richtung über den Ortsteil Worndorf mit Meßkirch.

## Persönlichkeiten

### Künstler
- Bernd Luz (* 1966), zeitgenössischer Bildender Künstler, lebt und arbeitet in Neuhausen

### Ehrenbürger
- Walter Renner, von 1972 bis 2004 Bürgermeister von Neuhausen, seit dem 29. Oktober 2004 Träger des Bundesverdienstkreuzes am Bande, Ehrenschultheiß des Freilichtmuseums auf Lebenszeit[18] und seit 10. Juni 2009 Ehrenbürger.[19]

## Trivia
2018 war Neuhausen ob Eck unter anderen einer der Drehorte für den Kinofilm über das Wirken des Reformators Zwingli.